# Apistogramma rubrolineata
Apistogramma rubrolineata är en fiskart som beskrevs av Hein, Zarske och Zapata 2002. Apistogramma rubrolineata ingår i släktet Apistogramma och familjen Cichlidae. Inga underarter finns listade i Catalogue of Life.